# 1964 у хокеї з шайбою
Нижче наведені хокейні події 1964 року у всьому світі.

## Головні події
На чемпіонаті світу та зимових Олімпійських іграх в Інсбруку золоті нагороди здобула збірна СРСР.
У фіналі кубка Стенлі «Торонто Мейпл-Ліфс» переміг «Детройт Ред-Вінгс».

## Національні чемпіони
- Австрія: «Клагенфурт»
- Болгарія: ЦСКА (Софія)
- Данія: КСФ (Копенгаген)

- Італія: «Кортіна» (Кортіна-д'Ампеццо)
- НДР: «Динамо» (Вайсвассер)
- Норвегія: «Гамлеб'єн»
- Польща: «Легія» (Варшава)
- Румунія: «Стяуа» (Бухарест)
- СРСР: ЦСКА (Москва)
- Угорщина: «Ференцварош» (Будапешт)
- Фінляндія: «Таппара» (Тампере)
- Франція: «Шамоні» (Шамоні-Мон-Блан)
- ФРН: «Фюссен»
- Чехословаччина: ЗКЛ (Брно)
- Швейцарія: «Віллар»
- Швеція: «Брюнес» (Євле)
- Югославія: «Акроні» (Єсеніце)

## Переможці міжнародних турнірів
- Турнір газети «Советский спорт»:«Динамо» (Москва)
- Кубок Шпенглера: «Фюссен» (ФРН)
- Кубок Ахерна: збірна СРСР

## Народились
- 4 березня — Горд Клузак, канадський хокеїст.
- 11 березня — Раймо Хельмінен, фінський хокеїст. Чемпіон світу. Член зали слави ІІХФ.
- 17 квітня — Кен Данейко, канадський хокеїст.
- 21 травня — Томмі Альбелін, шведський хокеїст. Чемпіон світу.
- 25 липня — Тоні Гранато, канадський хокеїст.
- 9 серпня — Бретт Галл, американський хокеїст. Член Зали слави хокею (2009).
- 23 серпня — Рей Ферраро, канадський хокеїст.
- 1 вересня — Браян Беллоуз, канадський хокеїст.
- 17 грудня — Франтішек Мусіл, чеський хокеїст. Чемпіон світу.